# Roxana Moslehi
Roxana Moslehi (Irã) é uma epidemiologista genética canadense nascida no Irã. A maior parte de suas pesquisas é dedicada ao estudo do câncer e dos precursores do câncer. Nasceu no Irã e cresceu no Canadá, sendo atualmente professora associada de epidemiologia e bioestatística da Universidade do Estado de Nova Iorque em Albany, onde leciona multiplos cursos, incluindo aqueles por ela desenvolvidos de genética e epidemiologia molecular. Através de suas pesquisas está contribuindo para o entendimento das causas hereditárias de doenças bem como a influência das interações do ambiente genético sobre o risco de desenvolver doenças.

## Educação
Roxana obteve os graus de B.Sc. com honras, M.Sc. e Ph.D. na Universidade da Colúmbia Britânica (UBC) em Vancouver, Canadá. Depois de seu Ph.D., orientada por J.M. Friedman e Steven Narod, completou um pós-doutorado nos Institutos Nacionais da Saúde (NIH), Divisão de Epidemiologia do Câncer e Genética (DCEG) sob a supervisão de Mitchell Gail. Durante sua pós-doutorado nos NIH obteve um cargo de professora assistente adjunta na Universidade George Washington (GWU), onde desenvolveu com Paul Levine um curso intitulado "controvérsias em epidemiologia do câncer".

## Pesquisa
O tema principal de suas pesquisas é a identificação e caracterização de genes susceptíveis ao câncer. Trabalhando com Steven Narod e J.M. Friedman, seu estudo foi um dos primeiros a estimar a penetrância de mutações BRCA1 e BRCA2 para câncer de mama, câncer ovariano e outros tipos de câncer, em um estudo com mulheres judias com câncer de ovário. Roxana expandiu seus estudos de câncer de mama e de ovário para outras populações, incluindo aquelas no Oriente Médio, algumas pouco estudadas na atualidade. Por exemplo, através de colaboração com médicos no Irã, realizou estudos com famílias iranianas com casos hereditário de câncer de mama e ovariano, o que levou à descoberta de uma nova mutação BRCA1. Roxana também fez contribuições significativas para a investigação do risco de câncer de mama e ovariano associado aos modificadores do BRCA, bem como para a compreensão dos aspectos mecanísticos genéticos e de população dos genes BRCA, atualmente o câncer hereditário mais estudado predispondo os genes no genoma humano. Em um destes estudos investigou o impacto de mutações nos genes BRCA1 e BRCA2 na fertilidade feminina como um mecanismo potencial influenciando a seleção positiva por mutações BRCA.
As hipóteses de Roxana Moslehi vão além dos BRCA a outros genes e desordens susceptíveis ao câncer. Publicou recentemente uma série de estudos sobre os efeitos adversos de anormalidades em genes de reparo e transcrição do DNA sobre reprodução e desenvolvimento humano. Com base em suas novas observações clínicas em famílias tricotiodistrofia (TTD), Roxana desenvolveu a hipótese de que os defeitos nos genes de reparação e transcrição de excisão de nucleotídeos tem efeitos adversos sobre o desenvolvimento fetal e placentário humano. Em seguida propôs comprometimento da função mediada por TFIIH na transcrição em placenta como um mecanismo que leva a complicações gestacionais como pré-eclâmpsia, destacando a relevância do genótipo fetal e a anomalia genética exata a este mecanismo. Além de câncer de mama e ovariano, Roxana tem realizado investigações genéticas e epidemiológicas de outros cânceres e precursores do câncer, como adenoma colorretal, câncer de pulmão e [linfoma não Hodgkin]]. Mais recentemente, foi premiada com uma bolsa de investigação pelo Instituto Nacional de Alergia e Doenças Infecciosas (NIAID), NIH, para realizar um estudo para explorar a ligação entre doenças auto-imunes e câncer, especificamente linfoma não Hodgkin.

## Prêmios
Roxana Moslehi é recipiente de diversos prêmios e honrarias, incluindo o Graduate Teaching Assistant Award for Excellence in Teaching (Universidade da Colúmbia Britânica), uma bolsa Biovision da Académie des Sciences (França), dois prêmio por Research Excellence dos NIH, e o Golden Apple Award for Excellence in Teaching from School of Public Health da Universidade do Estado de Nova Iorque em Albany.